# Баранова, Анча Вячеславовна
Анча (Анна) Вячеславовна Баранова (род. 10 июня 1971 года; Пенза) — российский и американский биолог. Доктор биологических наук, профессор школы системной биологии в Университете Джорджа Мейсона, США. Специалист в области функциональной геномики сложных заболеваний человека.

## Биография
Окончила биологический факультет МГУ им. М. В. Ломоносова. В России занималась наукой в Институте общей генетики, потом в МГНЦ. 27 октября 1998 года в НИИ ФХБ им А. Н. Белозерского МГУ защитила кандидатскую диссертацию «Поиск и характеристика генов, расположенных в районе q14 хромосомы 13 человека, часто утрачиваемом у пациентов с В-клеточным хроническим лимфолейкозом» (научные руководители Ю. Л. Дорохов и Н. К. Янковский, официальные оппоненты В. А. Гвоздев и Ф. Л. Киселёв), в 2004 году — докторскую диссертацию «Поиск и структурно-функциональные особенности генов, участвующих в процессе опухолеобразования у человека» (научный консультант Н. К. Янковский; официальные оппоненты Ф. Л. Киселёв, А. А. Миронов, С. В. Шестаков).
В США Анча сразу приехала на профессорскую должность в Университет Джорджа Мейсона, где проработала более 20 лет.

## Научная деятельность
Сферой научных интересов Анчи Барановой является функциональная геномика, в особенности изучение раковых заболеваний, а также расстройств, связанных с метаболическим синдромом.
Выступала с пленарным докладом на Беляевской конференции (Новосибирск, 2017). Член программного комитета конференции BGRS\SB-2018 (Новосибирск, 2018). C 2020 года активно выступает на радио и телевидении. Основные темы выступлений: SARS-CoV-2, персонализированная медицина. Анча Баранова ведет свой канал на YouTube, где выкладывает свои выступления. Там же она проводит стримы, где отвечает на вопросы своих зрителей по биологии и медицине.

## Публикации
Является автором более 260 научных работ. Индекс Хирша (Scopus) — 38.